# Витьбино (деревня)
Витьбино — деревня в Пеновском районе Тверской области.

## География
Находится в западной части Тверской области на расстоянии приблизительно 35 км на запад-северо-запад по прямой от железнодорожной станции Пено на южном берегу озера Витьбино.

## История
Деревня была показана на карте 1825 года. В 1859 году здесь (сельцо Осташковского уезда) был учтен 1 двор, в 1939 — 6. До 2020 года входила в Ворошиловское сельское поселение Пеновского района до их упразднения.

## Население
Численность населения: 15 человек (1859 год), 16 (русские 63 %) 2002 году, 1 в 2010.